# Peristylus holochila
Peristylus holochila är en orkidéart som först beskrevs av Wilhelm B. Hillebrand, och fick sitt nu gällande namn av Nicolas Hallé. Peristylus holochila ingår i släktet Peristylus och familjen orkidéer.
Artens utbredningsområde är Hawaii. Inga underarter finns listade i Catalogue of Life.